# The Battle of the Ivory Plains
The Battle of the Ivory Plains è il primo album in studio del gruppo power metal svedese Dragonland, pubblicato nel 2001.

## Tracce
Tutte le tracce sono dei Dragonland tranne dove indicato.
1. Dragondawn – 2:41
2. Storming Across Heaven – 4:30
3. A Last Farewell – 6:16
4. Ride for Glory – 4:16
5. The Orcish March – 5:58
6. The Battle of the Ivory Plains – 6:17
7. Graveheart – 4:48
8. Rondò alla turca (Wolfgang Amadeus Mozart) – 1:46
9. A Secret Unveiled – 5:54
10. World's End – 5:26
11. Dragondusk – 1:51

## Formazione
Gruppo
- Olof Mörck - chitarre
- Jonas Heidgert - voce, batteria
- Nicklas Magnusson - chitarre
- Elias Holmlid - tastiere, sintetizzatori
- Christer Pedersen - basso

Ospiti
- Ingmarie Juliusson - voce in A Last Farewell